# Parkia perrieri
Parkia perrieri là một loài thực vật có hoa trong họ Đậu. Loài này được (Drake) Palacky miêu tả khoa học đầu tiên.